# Indriði
Indriði ist ein isländischer männlicher Vorname.

## Namensträger
- Indriði Einarsson (1851–1939), isländischer Dramatiker, Übersetzer und Politiker
- Indriði Indriðason (1883–1912), isländisches Medium
- Indriði G. Þorsteinsson (1926–2000), isländischer Schriftsteller
- Indriði Sigurðsson (* 1981), isländischer Fußballspieler